# Svatba korunní princezny Viktorie Švédské a Daniela Westlinga
Svatba Viktorie, korunní princezny švédské, a Daniela Westlinga se konala 19. června 2010 ve Stockholmské katedrále. Byla popisována jako „největší královská svatba v Evropě od doby, kdy se v roce 1981 princ z Walesu oženil s lady Dianou Spencerovou“. Westling tak získal Viktoriin vévodský titul a stal se švédským princem a vévodou z Västergötlandu. Před svatbou vznikl jejich společný monogram vytvořený z jejich iniciál.

## Pozadí
Viktorie je nejstarší dcerou krále Karla XVI. Gustava a královny Silvie. Jako prvorozená byla v roce 1979 označena za následnici trůnu. Westling byl Viktoriným osobním trenérem. V červenci 2002 byli Viktorie a Westling poprvé vyfoceni při líbání na narozeninové oslavě Caroline Kreugerové, Viktoriiny blízké přítelkyně. Zasnoubení Westlinga a Viktorie bylo oznámeno 24. února 2009. Svatba se měla konat ve Stockholmské katedrále 19. června 2010, v den 34. výročí svatby jejích rodičů. 19. červen je také tradiční datum pro svatby švédskou královskou rodinu (toho dne se konalo několik svateb členů rodu Bernadotte).

## Přípravy a finance
17. září 2009 katedrální farnost ve Stockholmu oznámila, že od ledna do dubna 2010 dojde k opravě Stockholmské katedrály, která bude stát 12,4 milionu švédských korun. Samotná svatba stála asi 20 milionů korun, které z poloviny zaplatila švédská královská rodina a z poloviny švédská vláda z daní.

## Oslavy

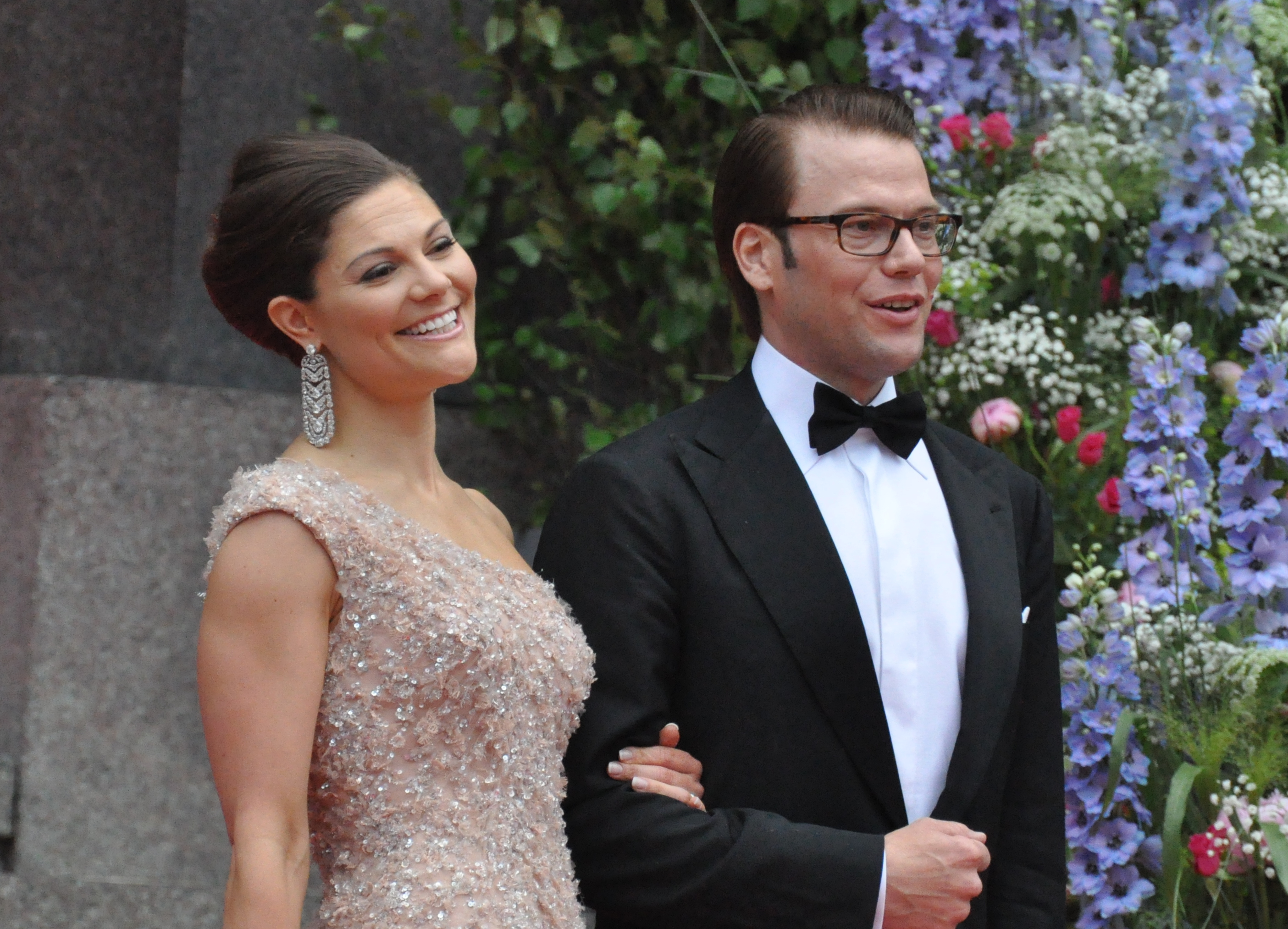
Korunní princezna Viktorie a Daniel Westling přijíždějící na galavečer švédského parlamentu v Koncertní síni 18. června

18. června švédský parlament uctil manželský pár slavnostním koncertem ve Stockholmské koncertní síni. Účinkujícími na galavečeru byli Královský stockholmský filharmonický orchestr, Malena Ernmanová, Helen Sjöholmová a Peter Jöback. Slavná švédská kapela Roxette na pódiu předvedla svůj hit „The Look“.

## Svatební obřad

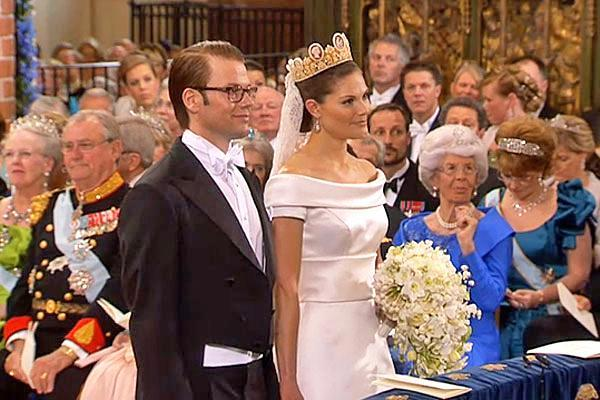
Pár u oltáře

Svatební obřad začal v 15:30 místního času ve Stockholmské katedrále za účasti asi 1100 hostů. Hudbu měl na starosti Gustaf Sjökvist, dvorní varhaník a varhaník katedrální farnosti ve Stockholmu.
Bohoslužbu vedl Anders Wejryd, arcibiskup z Uppsaly. Pomáhali mu Lars-Göran Lönnermark, hlavní královský dvorní kaplan, a Dr. Antje Jackelénová, biskupka z Lundu. Velké svatební litanie zpíval Åke Bonnier, děkan katedrály a královský dvorní kaplan.
Viktoriiny bílé saténové šaty byly navrženy švédským návrhářem Pär Engshedenem a měly pět metrů dlouhou vlečku. Měla na sobě diadém císařovny Josefíny, který na sobě měla také její matka, královna Silvie a dvě její tety z otcovy strany, když se vdávaly.
První skladbu, která zazněla, napsala Karin Rehnqvistová speciálně pro tento pár jako dárek od Královské švédské hudební akademie.
Viktorie šla uličkou se svým otcem, který ji poté předal Danielovi. Svatební pár se poté postavil před arcibiskupa, který jim řekl o důležitosti vzájemné podpory v manželství. Poté, co byli Viktorie a Daniel prohlášeni za manžele, švédští zpěváci Agnes Carlssonová a Björn Skifs zakončili obřad písní „When You Tell The World You're Mine“, napsanou pro pár.

### Debata o předání nevěsty
Pár chtěl, aby král vedl korunní princeznu k oltáři a tam ji předal ženichovi. To vyvolalo ve Švédsku veřejnou debatu, protože to by bylo v rozporu se zavedenými zvyklostmi švédské církve, kde nevěsta a ženich jdou k oltáři společně. Kritici z řad duchovenstva zastávali názor, že symbolika předávání nevěsty otcem ženichovi odráží zpátečnické společenské normy, jako by neprovdaná žena byla majetkem svého otce a měla se stát majetkem ženicha. Nakonec bylo dosaženo kompromisu, kdy král předal korunní princeznu jejímu ženichovi, ještě než došli k oltáři.

## Kočárový průvod

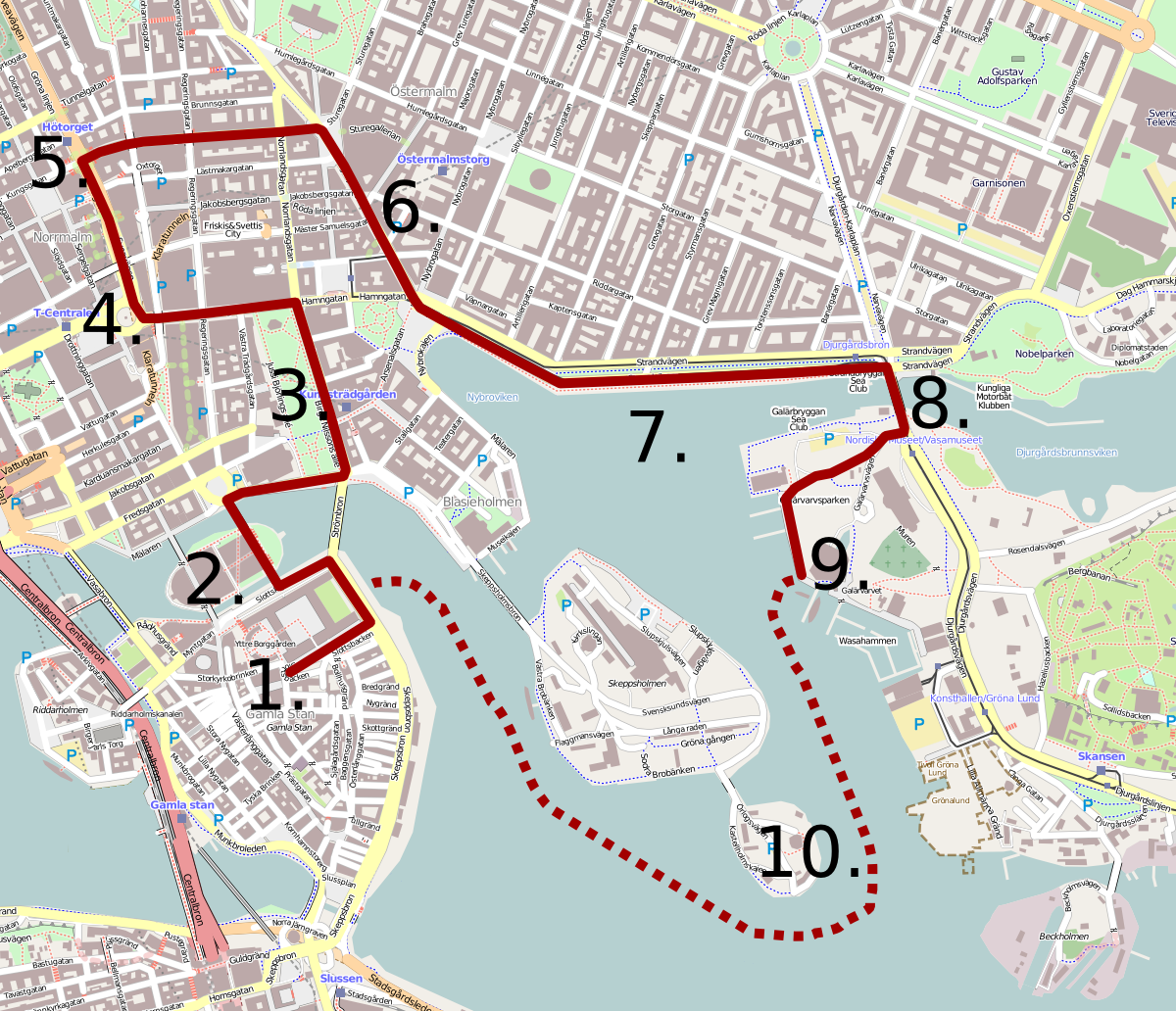
Podrobná mapa svatebního průvodu Stockholmem. 1: Storkyrkan, 2: Helgeandsholmen, 3: Kungsträdgården, 4: Sergels torg, 5: Stockholmská koncertní síň, 6: Birger Jarlsgatan, 7: Strandvägen, 8: Djurgårdsbron, 9: Muzeum Vasa, 10: Kastellholmen.

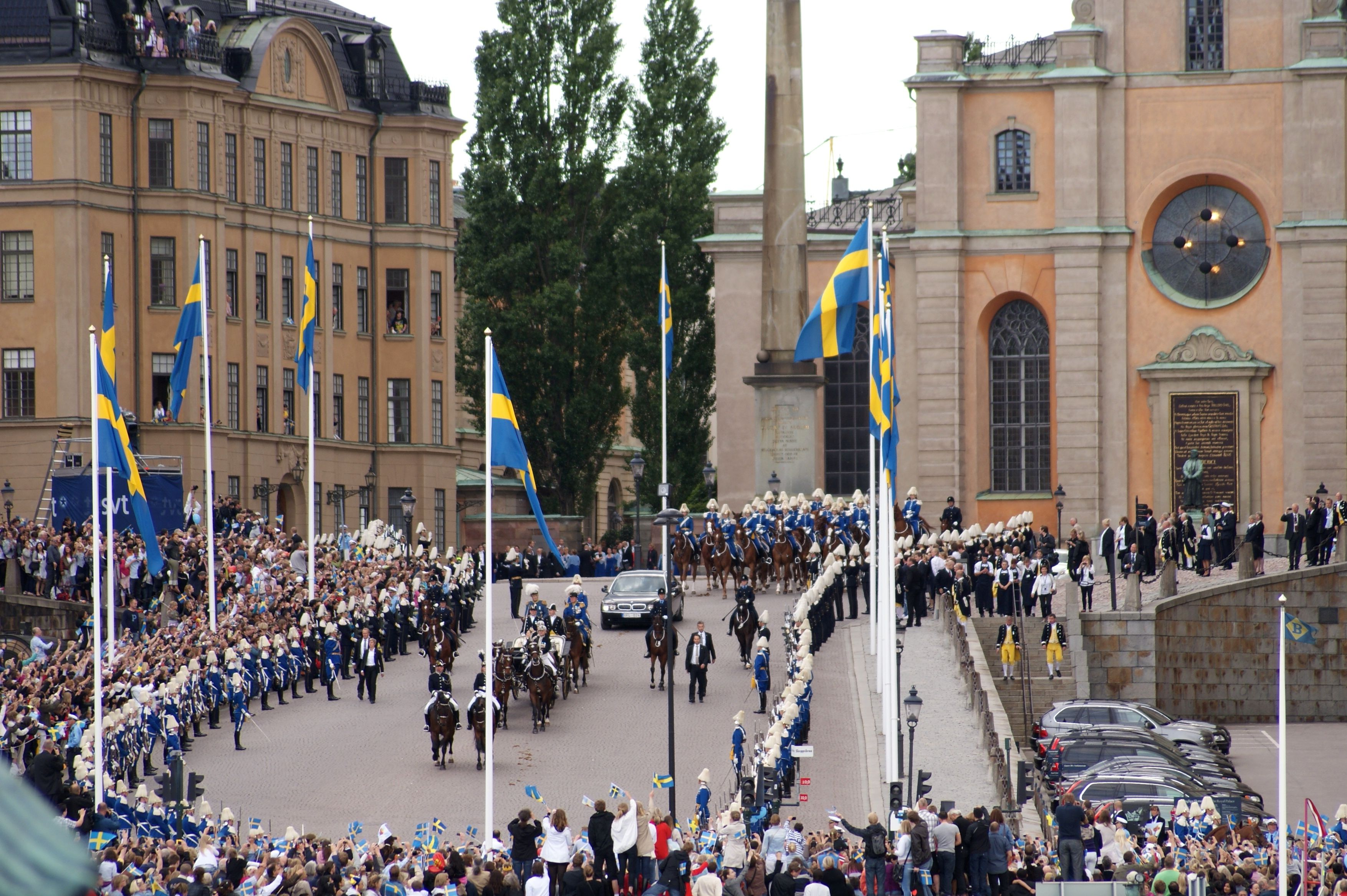
Kočár projíždějící velkým davem lidí na Slottsbacken

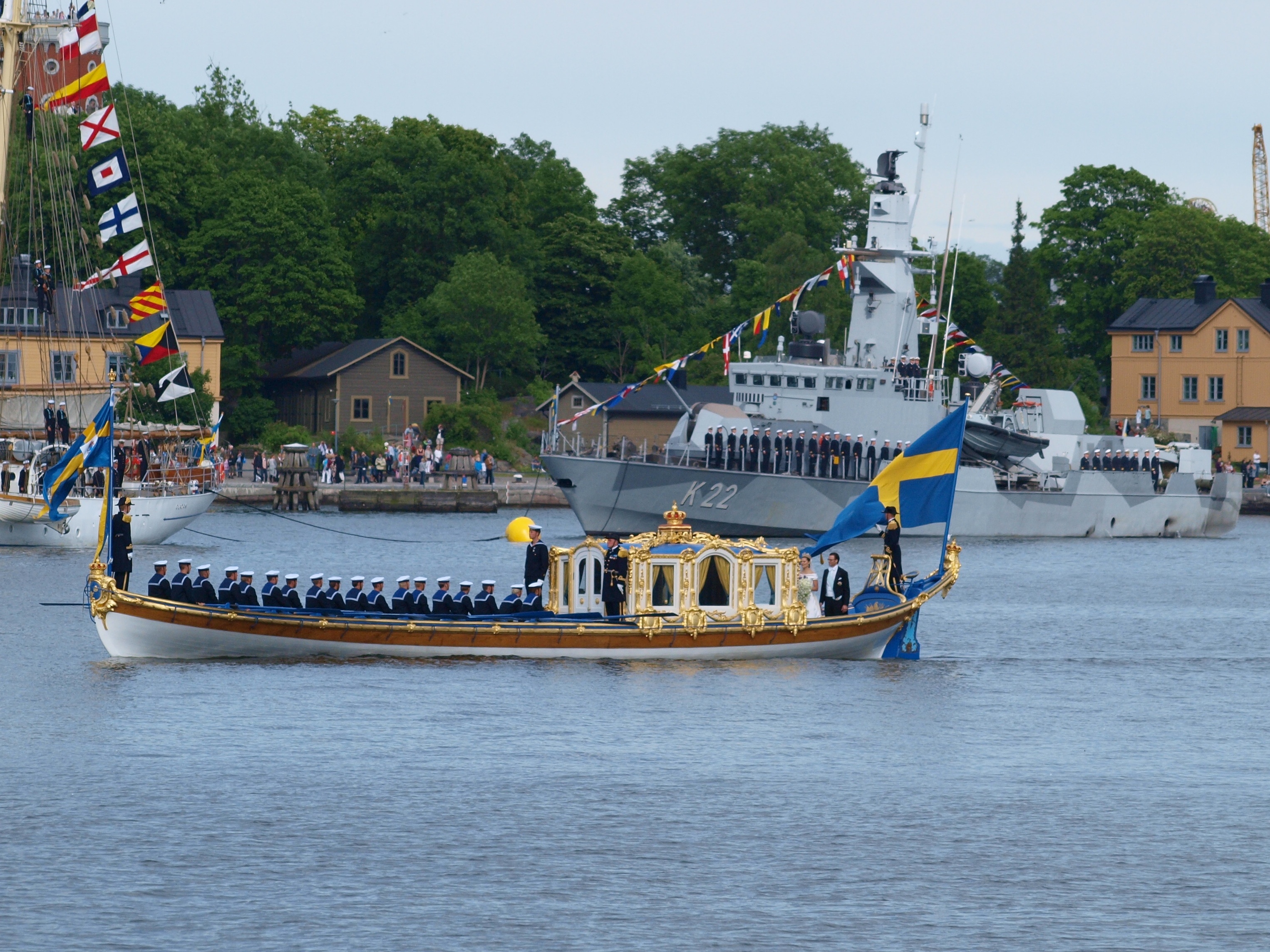
Novomanželský královský pár na bárce Vasaorden

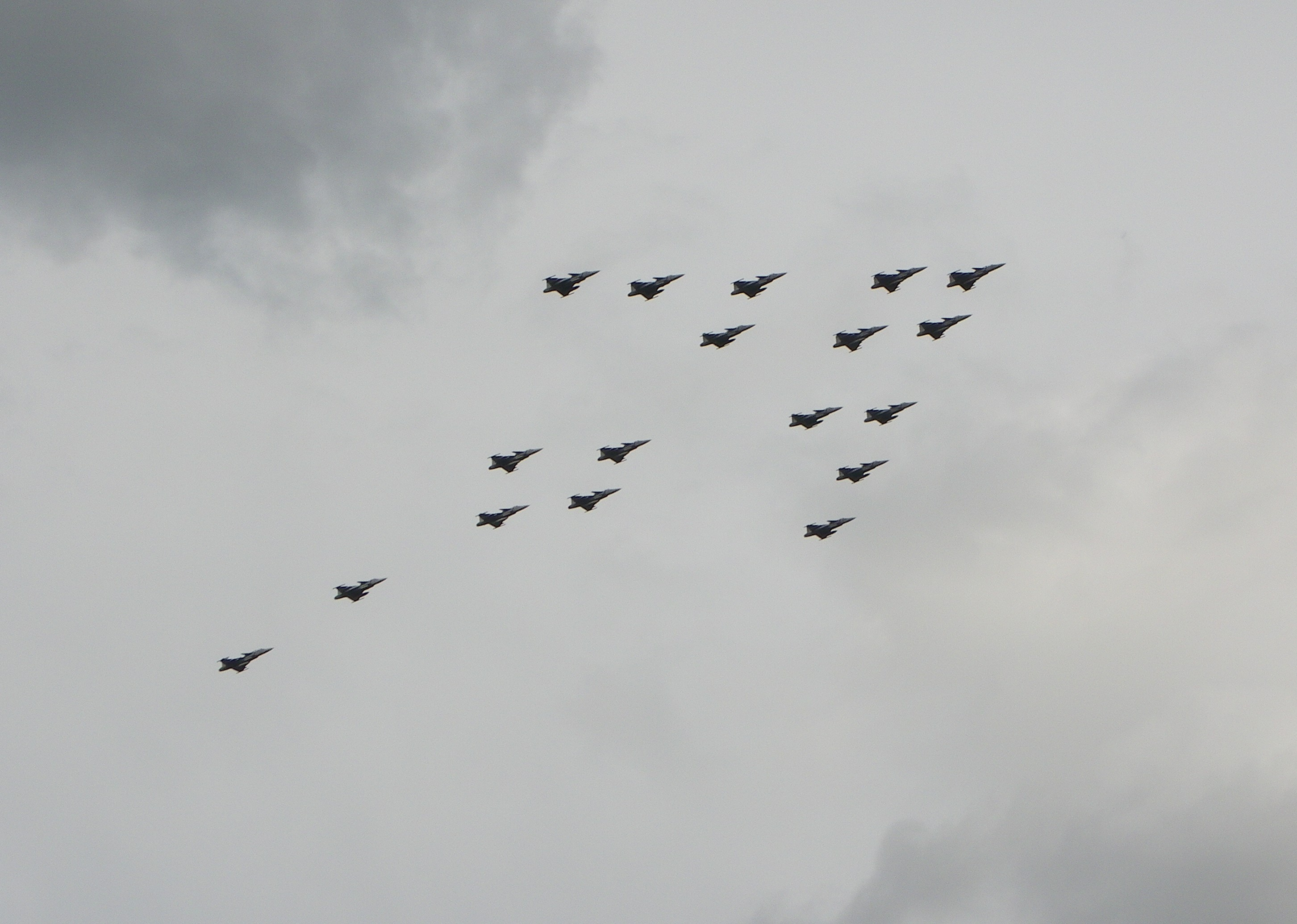
Letadla JAS 39 Gripen letící nad Stockholmem

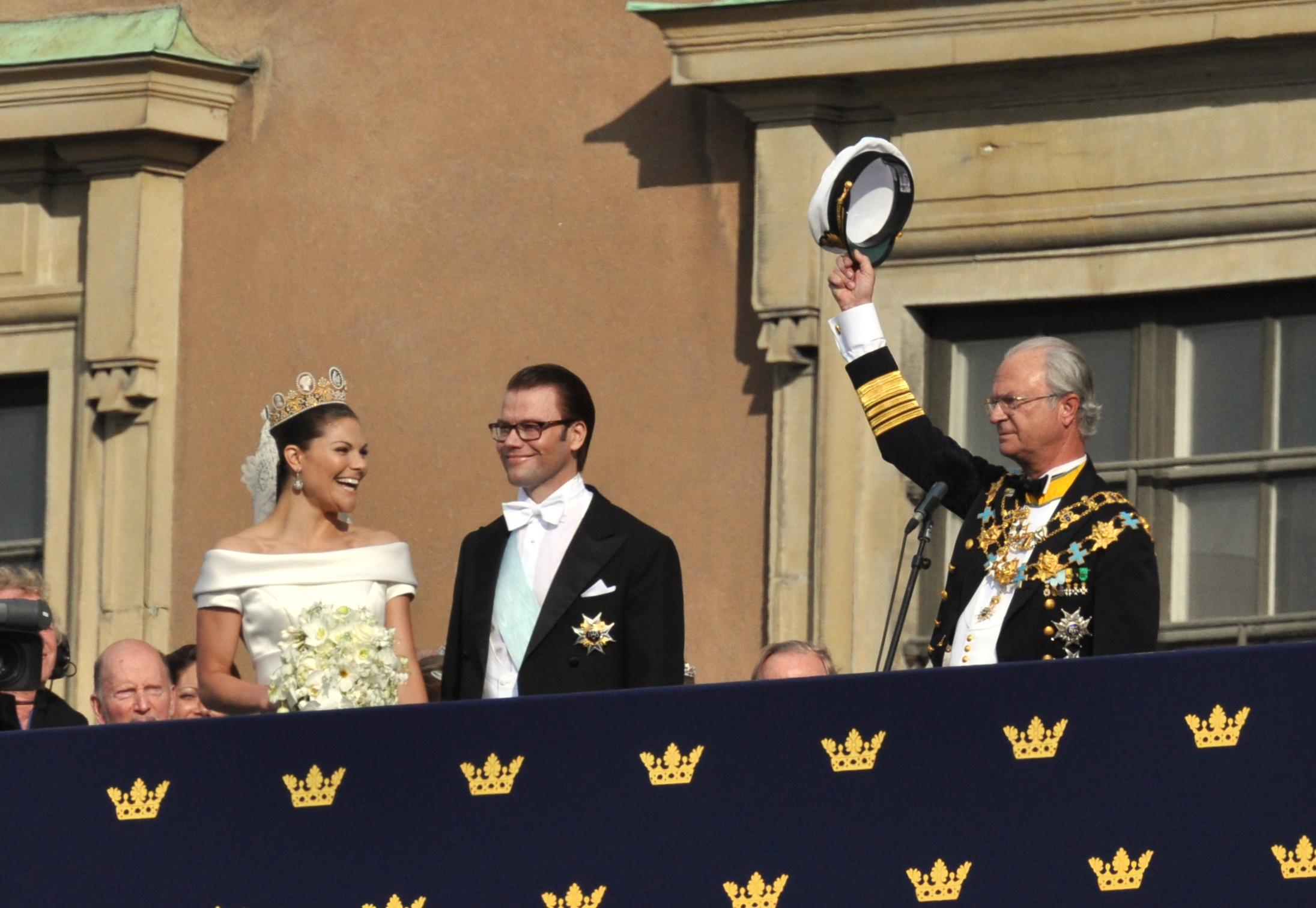
Král Karel XVI. Gustav na terase Lejonbacken královského paláce

Po obřadu následoval sedm kilometrů dlouhý kočárový průvod. Cestou míjeli dvacet hudebních kapel, z nichž devatenáct bylo vojenských. Viktorie a Daniel pak pokračovali v královské bárce Vasaorden. Stejnou bárku využili Viktoriini rodiče, král Karel XVI. Gustav a královna Silvia, během jejich svatby v roce 1976. Odhaduje se, že procesí sledovalo 500 000 lidí. V královském paláci se později konala svatební hostina.
Svatba Viktorie a Daniela byla podle Sveriges Television největší událostí, kterou kdy televize ve Stockholmu zaznamenala.

## Seznam hostů
Mezi významné hosty patří:

### Nevěstina rodina z otcovy strany
- Král a královna, rodiče nevěsty
  - Princ Karel Filip, vévoda z Värmlandu, bratr nevěsty
  - Princezna Madeleine, vévodkyně z Hälsinglandu a Gästriklandu, sestra nevěsty
- Princezna Margaretha, paní Amblerová, nevěstina teta z otcovy strany
  - James a Ursula Amblerovi, bratranec nevěsty a jeho manželka
  - Edward a Helen Amblerovi, bratranec nevěsty a jeho manželka
  - Baronka Sibylla von Dincklage, sestřenice nevěsty
    - Madeleine von Dincklage, družička, dcera sestřenice nevěsty
- Princezna Birgitta a princ Johann Georg Hohenzollernský, nevěstina teta a strýc z otcovy strany
  - Princ Carl Christian a princezna Nicole Hohenzollernská, bratranec nevěsty a jeho manželka
  - Désirée a Eckbert von Bohlen und Halbach, sestřenice nevěsty a její manžel
  - Princ Hubertus a princezna Ute Maria Hohenzollernská, bratranec nevěsty a jeho manželka
- Princezna Désirée, baronka Silfverschiöld, a baron Niclas Silfverschiöld, nevěstina teta a strýc z otcovy strany
  - Baron Carl a baronka Maria Silfverschiöldová, nevěstin bratranec a jeho manželka
  - Baronka Christina Louise a baron Hans De Geer, sestřenice nevěsty a její manžel
    - Ian De Geer, mládeneček, syn sestřenice nevěsty

  - Baronka Hélène Silfverschiöldová, sestřenice nevěsty
- Princezna Christina, paní Magnusonová, a pan Tord Magnuson, teta a strýc nevěsty z otcovy strany
  - Gustaf Magnuson a Nathalie Ellisová, bratranec nevěsty a jeho partnerka
  - Oscar Magnuson a Emma Ledentová, bratranec nevěsty a jeho partnerka
  - Victor Magnuson a Frida Bergströmová, bratranec nevěsty a jeho partnerka
- Marianne Bernadottová, sňatkem prateta nevěsty z otcovy strany
  - Hrabě Michael a hraběnka Christine Bernadottová z Wisborgu, syn prastrýce nevěsty a jeho manželka
    - Hraběnka Kajsa Bernadotte z Wisborgu, sestřenice nevěsty z druhého kolena
- Hrabě Karel Jan a hraběnka Gunnila Bernadottová z Wisborgu, prastrýc a prateta nevěsty z otcovy strany
- Hraběnka Bettina Bernadottová z Wisborgu a Philipp Haug, sestřenice nevěsty z druhého kolena a její manžel
- Hrabě Björn a hraběnka Sandra Bernadottová z Wisborgu, bratranec nevěsty z druhého kolena a jeho manželka
- Madeleine Kogevinasová
- Hrabě Bertil Bernadotte z Wisborgu a hraběnka Jill Bernadotte z Wisborgu
- Dagmar von Arbin

### Nevěstina rodina z matčiny strany
- Ralf de Toledo Sommerlath a Charlotte de Toledo Sommerlathová, strýc a teta nevěsty z matčiny strany
  - Carmita Sommerlathová Baudinetová a Pierre Baudinet, sestřenice nevěsty a její manžel
    - Thibault Radigues de Chennevière, syn sestřenice nevěsty
    - Chloé Radiguesová de Chennevière, dcera sestřenice nevěsty

  - Thomas de Toledo Sommerlath a paní Bettina Aussemsová, bratranec nevěsty a jeho partnerka
  - Susanne de Toledo Sommerlathová
    - Tim de Toledo Sommerlath, syn sestřenice nevěsty
    - Philip de Toledo Sommerlath, syn sestřenice nevěsty
    - Giulia de Toledo Sommerlathová, družička, dcera sestřenice nevěsty
- Walther L. Sommerlath a Ingrid Sommerlathová, strýc a teta nevěsty z matčiny strany
  - Sophie Pihutová-Sommerlathová, sestřenice nevěsty
  - Patrick Sommerlath a Maline Luengová, bratranec nevěsty a jeho partnerka
    - Leopold Lundén Sommerlath, mládeneček, syn bratrance nevěsty

  - Camilla Lundénová, exmanželka bratrance nevěsty
  - Helena Christina Sommerlathová, sestřenice nevěsty
  - Vivien Nadine Sommerlathová, družička, sestřenice nevěsty
- Carlos Augusto de Toledo Ferreira a senhora Anna Luiza de Toledo Ferreiraová
- Senhora Maria Virginia Braga Leardiová a exmo senhor Eduardo Longo
- Senhor Luiz Machado de Melo a senhora Maria Fernanda Machadová de Melo
- Exma Senhora Vera Quagliatová
- Senhor Carlos M. Quagliato
- Senhor Pedro Ferreira

### Ženichova rodina
- Olle Westling a Ewa Westlingová, rodiče ženicha
  - Anna Westlingová Blomová a Mikael Söderström, sestra ženicha a její partner
    - Hedvig Blomová, družička, neteř ženicha
    - Vera Blomová, družička, neteř ženicha

### Členové zahraničních královských rodin

#### Členové vládnoucích královských rodin
- Král a královna Belgičanů
  -  Vévoda a vévodkyně z Brabantu
  -  Princezna Astrid a princ Lorenz Belgický
  -  Princ Laurent a princezna Claire Belgická
- Královna a princ manžel dánský
  -  Frederik X., tehdy dánský korunní princ a Mary Dánská, tehdy korunní princezna
    -  Princ Christian Dánský (mládeneček)
- Korunní princ japonský (reprezentující japonského císaře)
- Král a královna jordánská
  -  Princezna Iman Jordánská
- Princ Ali bin al-Husajn a princezna Rym bint al-Husajn Jordánská
- Princ Hassan bin Talal a princezna Sarvath al-Hassan
  -  Princ Rašíd bin al-Hassan Jordánský
- Princezna Núr bint Asem Jordánská
- Dědičný kníže a dědičná kněžna lichtenštejnská (reprezentující lichtenštejnského knížete)
- Velkovévoda a velkovévodkyně lucemburská
  -  Dědičný velkovévoda lucemburský
  -  Princ Félix Lucemburský
- Monacký kníže a Charlene Wittstocková
- Nizozemská královna
  -  Oranžský kníže a princezna Máxima Nizozemská
    -  Princezna Catharina-Amalia Nizozemská (družička)

  -  Princ Constantijn a princezna Laurentien Nizozemská
  -  Princ Friso a princezna Mabel Oranžsko-Nasavská
- Král a královna norská
  -  Korunní princ a korunní princezna norská
    -  Princezna Ingrid Alexandra Norská (družička)

  -  Princezna Marta Louisa Norská a Ari Behn
- Hrabě a hraběnka z Wessexu (reprezentující britskou královnu)
- Španělská královna (reprezentující španělského krále)
  -  Kníže a kněžna z Asturie
  -  Vévodkyně z Luga
  -  Vévodkyně a vévoda z Palmy de Mallorca

#### Členové nevládnoucích královských rodin
- Princ Manuel a princezna Anna Bavorská
- Car Simeon II. a královna Markéta Bulharů[pozn. 1]
  - Kníže a kněžna z Preslavu[pozn. 1]
- Král Konstantin II. a královna Anna-Marie Helénů[pozn. 1]
  - Princezna Alexie Řecká a Dánská a pan Carlos Morales Quintana
  - Princ Nikolaos Řecký a Dánský a slečna Tatiana Blatniková
  - Princ Filippos Řecký a Dánský
- Korunní princezna Markéta a princ Radu Rumunský[pozn. 1]
- Dědičný kníže a dědičná kněžna sasko-kobursko-gothajská
- Kníže a kněžna saynsko-wittgensteinsko-berleburská
  - Dědičný kníže saynsko-wittgensteinsko-berleburský a slečna Carina Axelssonová
  - Princezna Alexandra Saynsko-Wittgensteinsko-Berleburská a hrabě Jefferson von Pfeil und Klein-Ellguth
  - Princezna Nathalie Saynsko-Wittgensteinsko-Berleburská a pan Alexander Johannsmann
- Korunní princ Alexander a korunní princezna Kateřina Jugoslávská[pozn. 1]

### Náboženské figury
- Biskup Anders Arborelius, biskup římskokatolické diecéze ve Švédsku
- Vrchní emeritní rabín Morton H. Narrowe
- Imám Abd al Haqq Kielan, Islámská asociace
- Ředitelka mise Karin Wibornová, předsedkyně Křesťanské rady Švédska

### Konfederace švédských podniků
- Předsedkyně Signhild Arnegårdová Hansenová, Konfederace švédských podniků, a ředitel Michael Hansen
- Režisér Kenneth Bengtsson, ICA Handlarnas AB a paní Ann-Kristin Bengtssonová

### Organizace
- Anna Ekströmová, předsedkyně Švédské konfederace profesních asociací (SACO), a Lars Ekström, M.Eng
- Předseda Sture Nordh, Konfederace profesionálních zaměstnanců (TCO), a supervizorka lidských zdrojů Gudrun Nordhová
- Marcus Storch, předseda Nobelovy nadace, a paní Gunilla Storchová
- Generální tajemnice Karin Mattssonová Weijberová, Švédská sportovní konfederace, a pan Henric Weijber

### Kultura, média
- Ředitelka divadla Birgitta Svendénová, ředitelka divadla od 1. dubna 2010, a režisér Thomas Svendén
- Ředitel koncertní síně Stefan Forsberg, Stockholmská koncertní síň, a paní Els-Marie Forsbergová
- Ředitel Peter Hansson, generální ředitel opery v Göteborgu, a Kristina Hanssonová
- Ředitelka Eva Hamiltonová, VD, SVT, a Karl-Johan von Heland
- Šéf švédského rádia Mats Svegfors, generální ředitel Sveriges Radio AB, a Rigmor Svegforsová
- Ředitel Jan Scherman, TV4, a paní Margareta Schermanová
- Šéfredaktor Jan Helin, Aftonbladet, a právnička Charlotte Helinová
- Novinář Simon Johnson, Thomson Reuters
- Ebba von Sydow (novinářka)

### Královské akademie a další
- Peter Englund (profesor na Švédské akademii) a Josefin Englundová
- Gunnar Öquist (profesor Královské akademie věd) a paní Gunvor Öquistová
- Profesor Gunnel Engwall (předseda Královské akademie dopisů, historie a starožitností)
- Profesorka Sara von Arnold (předsedkyně Královské švédské akademie zemědělství a lesnictví)
- Předsedkyně Ulla Friesová, Královská švédská akademie umění, a Dr. Tor-Göran Henriksson
- Mistr královské hudby profesor Kjell Ingebretsen, předseda Královské hudební akademie, a hudební režisérka Elisabeth Ingebretsenová
- Profesor Bo Huldt (ředitel Královské švédské akademie válečných věd)

### Patronát
- Ředitelka Lena M. Lindénová, Ph.D., Nordens Ark
- Profesor Johnny Ludvigsson, předseda nadace Child Diabetes Foundation
- Ředitel rozvojové pomoci Christer Åkesson, Mezinárodní rozvojová pomoc Švédské církve (Lutherhjälpen)
- Ředitel sekretariátu Siw Dreber, Radiohjälpen, Victoria Fund
- Ředitel Magnus N:son Engelbäck, sdružení Young Enterprise
- Provozní ředitel Kennet Fröjd, Švédské vývojové centrum pro sport handicapovaných
- Národní ředitelka Annette Rihagenová, Švédská ženská dobrovolnická obranná organizace, a ředitel Thord Axelsson
- Agnetha Mbuyambaová (generální tajemnice Národní asociace pro zdravotně postižené děti a mládež)
- Baron Johan Nordenfalk (předseda Přátel severského muzea a skanzenu) a baronka Anna Lena Nordenfalková
- Profesor Lars Olson (předseda Nobelova shromáždění Karolinska Institutet)

### Další
- Gerda Johanssonová
- Herman a Birgitta Lindqvistovi
- Dick Harrison a Katarina Lindberghová
- Tommy a Anna Möllerovi
- Thomas Ohlson a Liana Lopezová
- Antonia Axelsonová Johnsonová a Göran Ennerfelt
- Mats Jansson a Karin Orehagová-Janssonová
- Jacob Wallenberg a Annika Levinová
- Marcus Wallenberg a Fanny Sachsová
- Melker a Kerstin Schörlingovi
- Fredrik a Anne-Marie Lundbergovi
- Bertil a Lisbeth Hultovi
- Peter Wallenberg ml. a Katarina Ozolinsová
- Leif a Eva Johanssonovi
- Cristina Stenbecková a Alex Fitzgibbons
- Dan Sten Olsson a Jane Olssonová Thorburnová
- Gustaf a Ulla-Britt Sjökvistovi
- Ulla-Britta Wahlbergová
- Kerstin Johanssonová
- Hannelore Sjöblomová
- Lars G. a Katarina Malmerovi
- Claes a Michaela Kalborgovi
- Elsa a Mats Victorinovi
- Sophie Tolstojová Regenová
- Jimmy Meurling
- Peggy a Jan Bruzeliusovi
- Jan a Kerstin Eliassonovi
- Håkan Norelius
- Roderick Martin
- Malena Ernmanová a Svante Thunberg
- Martin a Karin Fröstovi
- Lisa Nilssonová a Niklas Medin
- Peter Jöback a Oscar Nilsson
- Per a Åsa Gessleovi

### Osobní přátelé
- Pan Johan Beckman a dvorní dáma paní Eliane de Gunzburg Beckmanová
- Hraběnka Beck-Friis
- Státní tajemník pro zahraniční věci Frank Belfrage a interiérová designérka Helena Belfragová
- Registrovaný doktor Michaël Berglund a Caroline Berglundová, B.A.
- Ředitel Hans Eric Brodin a paní Eva Benita Brodinová
- Baron Carl de Geer a baronka Christina de Geer
- Velvyslanec Ulf Dinkelspiel a výchovná poradkyně paní Louise Dinkelspielová
- Vedoucí oddělení Marianne von der Esch
- Ředitel Sven Philip Sörensen a paní Marie-Louise Sörensenová
- Ředitel Anders Lettström a paní Christina Lettströmová
- Komandér Bertil Nordström
- Paní Agneta Kreugerová a ředitel Lars Abrahamson
- Ředitel Jan Öhrvall a fotografka Gunilla Öhrvallová
- Předseda představenstva Stefan Persson, H&M AB, a paní Denise Perssonová
- Paní Annika Kahmová
- Baron Gustaf Banér a baronka Agneta Banérová
- Slečna Christina Bannerová
- Dr. e.h. Achim Middelschulte a paní Beate Middelschulteová
- Pan J. Christer Elfverson
- Paní Signe von der Esch
- Pan Gilbert E. Kaplan a paní Lena Kaplanová

### Osobní přátelé nevěsty a ženicha
- Dr. Constantin Beier a Dr. Amelie Beierová Middelschultová
- Pan Michael Broms a Anna Jussilová Bromsová, LL.M.
- Pan Marten Bunnemann a paní Annika Bunnemannová
- Kapitán Christoffer Cederlund a paní Charlotte Kreugerová Cederlundová
- Baron Jacob de Geer a baronka Nicole de Geer
- Pan Peder Dinkelspiel a paní Caroline Dinkelspielová
- Pan Niclas Engsäll a paní Andrea Engsällová
- Paní Josephine Génetayová a pan Anderson Zapata Diaz
- Pan Marcus Josefsson a paní Sophie Josefssonová
- Pan Jesper Nilsson a paní Caroline Nilssonová
- Ředitel Karl-Johan Persson a paní Leonie Perssonová
- Pan Gustaf Wiiburg a paní Rebecka Wiiburgová
- Pan Patrik Vrbanc a paní Camilla Vrbancová Vidjeskogová
- Pan Lars Hellström a paní Johanna Hellströmová
- Pan Niklas Ek a paní Anna Eková
- Pan Andreas Nylin a paní Carina Nylinová
- Ředitel Alessandro Catenacci a paní Susanne Catenacciová
- Pan Patrik Gummeson a paní Linda Gummesonová
- Jesper Ederth, Ph.D., a registrovaná doktorka Helena Ederthová
- Pan Oscar Hallberg a paní Veronica Bångfeldtová
- Pan Emil Larsson a paní Therése Dannemanová
- Pan Fredrik Arnander a paní Jennifer Arnanderová
- Pan Johan Skarborg a paní Carolina Skarborgová
- Pan Staffan Svensson a paní Lena Svenssonová
- Pan Martin Brunehult Wermelin a paní Marie Wermelinová
- Ředitel Erik Paulsson, PEAB, a paní Gunilla Paulssonová
- Ředitel Anders Lindberg, JKL Stockholm, a občanská ekonomka Eva Lindbergová
- Pan Hans Boman a paní Marianne Bomanová
- Pan Björn Örås a paní Bibbi Öråsová
- Generální konzulka Barbro Osherová a pan Bernard Osher
- Pan David M. D. Greenfeld a paní Dorothy Greenfeldová
- Pan Micael Bindefeld a pan Nicklas Sigurdsson
- Paní Sara Matsonová Westoverová a pan James Westover
- Dr Diane Mickley a Dr Steven Mickley
- Předseda Michael Treschow a profesorka Lena Treschowová Torellová
- Jörgen Elofsson (skladatel) a paní Christina Elofssonová
- Profesor Christopher Gillberg a Carina Gillbergová
- Ředitel Lars Enochson a paní Elisabeth Enochsonová
- Slečna Louise Gottliebová a baron Gustav Thott

## Svatební hostina
Svatební hostina se konala v noci v den svatby ve Státní síni ve Stockholmském paláci, nejluxusnější švédské obřadní síni. Státní síň byla pro tuto příležitost zrekonstruována. U hlavního stolu bylo usazeno 98 z téměř 600 pozvaných hostů. Na čestných místech seděl svatební pár; jejich rodiče král Karel XVI. Gustav a královna Silvia a manželé Westlingovi; Viktoriini kmotři Ralf de Toledo Sommerlath, princezna Désirée, baronka Silfverschiöldová, nizozemská královna a norský král, jakož i hrabě Karel Jan Bernadotte z Wisborgu, králův strýc; princezna Margaretha, paní Amblerová, nejstarší sestra krále; dánská královna, král Belgičanů; Tarja Halonenová, prezidentka Finska; a Anders Wejryd, arcibiskup uppsalský.

## Dort
Dort měl 11 pater a byl upečený z organických surovin. Strany dortu zdobily čtyřlístky, symbolizující korunní pár a jejich svatbu. Svatební dort korunního páru byl darem od Švédského svazu pekařů a cukrářů.

## Tituly pro Daniela Westlinga

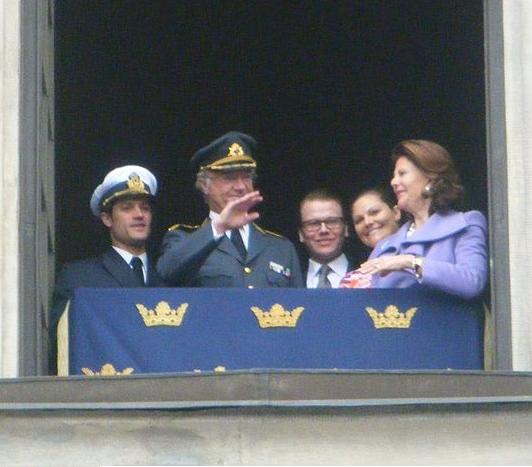
Daniel Westling a Viktorie spolu s královskou rodinou v dubnu 2010

Švédsko praktikuje absolutní kognatickou primogenituru teprve od roku 1980. To znamená, že Viktorie je první ženskou následníci trůnu, která se vdala. Westling se stal prvním mužem z lidu, který získal nový titul nebo hodnost jako manžel švédské princezny. Všichni předchozí princové se narodili královským rodičům švédského původu nebo byli cizími vévody, kteří si brali švédské princezny. V důsledku toho se objevily otázky, jak bude Westling po svatbě znám.
Švédský královský dvůr poprvé oznámil 20. února 2010, že po svatbě s korunní princeznou Viktorií, která je vévodkyní z Västergötlandu, obdrží Westling tituly „princ Daniel“ a „vévoda z Västergötlandu“. Dále bylo v květnu 2010 švédským královským dvorem oznámeno, že Westlingovi bude po sňatku s korunní princeznou Viktorií uděleno oslovení Jeho královská Výsost. Je tedy znám jako princ Daniel, vévoda z Västergötlandu. Poslední část jeho titulu svou formou odpovídá oslovení používanému jinými švédskými princi, včetně Viktoriina mladšího bratra prince Karla Filipa, vévody z Värmlandu, tedy princ + křestní jméno + vévoda švédské provincie. Novinkou je, že Westling používá vévodský titul své manželky.